# 中山亭
中山亭，又称长沙标准钟楼，位于长沙市开福区先锋厅，中山路与黄兴北路的街心花园中。为纪念民国革命先行者孙中山而命名。现为湖南省文物保护单位。

## 外观
今日的中山亭位于街心花园中央，高16米。钟楼为五层西式方形建筑，附楼在钟楼北面，共三层。钟楼上最初装有当时从德国进口的电动标准时钟，也是长沙城市使用公共标准时钟的开始，2002年更换国产时钟。钟楼周围为绿地。

## 历史
1930年2月中山路竣工后，湖南省建设厅决定用老照壁的余坪以及先锋厅的部分地区建一座公园（省政府前坪公园）。同时将照壁拆除，修建一座钟楼。3月时工程开工，到7月竣工。钟楼建立在公园中央，为纪念革命先行者孙中山而命名为中山亭。1932年市立民众教育馆设立于附楼。一楼为阅览室和游艺室，二楼为办公室和教室，三楼为茶园，每天众多民众来馆休闲。抗日战争爆发后，中山亭历经文夕大火、四次大规模长沙会战而不毁，也堪称长沙建筑的一个奇迹。
1949年中山亭设立市文化馆。1950年代之后，中山亭移交长沙市图书馆管理。1980年代先锋厅成为车水马龙之地，中山亭周边的花园逐渐废弃而建成街心茶馆酒楼，将钟楼围在民用建筑中。1996年中山亭发生火灾，二层木楼盖全部焚毁，后经修缮，设临时楼面扩大营业面积，添加钢制螺旋楼梯。2001年长沙市延建黄兴北路时，原打算拆除钟楼，后采纳长沙市政协委员的提案而改建街心花园将钟楼保留。2005年被公布为市级文物保护单位，2006年升为省级文物保护单位。2011年长沙市政府决定恢复中山亭主楼二层的形制。